# Keith Andrews
Pour les articles homonymes, voir Andrews.
Pour le pilote automobile, voir Keith Andrews (pilote).
 Keith Joseph Andrews, né le 13 septembre 1980 à Dublin en Irlande est un footballeur professionnel irlandais. Il joue au poste de milieu de terrain. Il est international irlandais de 2008 à 
2012.

## Sa carrière en club

### Wolverhamton Wanderers
Keith Andrews commence sa carrière professionnelle au Wolverhampton Wanderers Football Club, club avec lequel il a terminé sa formation de jeune footballeur. Il fait ses grands débuts en équipe première le 18 mars 2000 lors d’un match à l’extérieur contre Swindon Town. Le club joue alors en deuxième division nationale. Il devient sous la férule de Dave Jones l’entraîneur un joueur de base de l’équipe. Pour la dernière journée du championnat il est même nommé capitaine de l’équipe. Il n’a alors que 21 ans. Il signe à l’intersaison un contrat de quatre ans mais se retrouve immédiatement en concurrence avec de nouveaux milieux de terrain recrutés pendant l’été. Il ne fait plus que de sporadiques apparitions dans l’équipe. Pour gagner un peu de temps de jeu il accepte d’être prêté, d’abord à Oxford United puis à Stoke City et enfin à Walsall FC où il marque deux buts en championnat. Il rentre ensuite chez les Wolves où il joue son unique match de Premier League à Molineux Stadium. Il reste au club, descendu en deuxième division, pour la saison 2004-2005 avant de signer à la fin de son contrat pour Hull City.
Son arrivée au Hull City Association Football Club fait de nouveau de lui un remplaçant.

### Milton Keynes Dons
Après une seule et unique saison passée à Hull, Keith Andrews signe un contrat pour le Milton Keynes Dons Football Club qui joue alors en quatrième division. Il en devient le capitaine. Le club échoue dans sa tentative de monter en troisième division, battu en demi-finale des barrages d’accession par Shrewsbury Town.
La saison suivante, sous la direction de son ancien collègue de club à Wolverhampton Paul Ince, les Dons terminent à la première place de la quatrième division et accèdent ainsi au niveau supérieur. Andrews est lui nommé dans l’équipe de l’année du championnat. Il est recruté par les Blackburn Rovers qui jouent en Premier League. Il suit ainsi son manager Paul Ince.

### Blackburn Rovers
Le 28 août 2008, Keith Andrews signe un contrat de trois ans avec le Blackburn Rovers Football Club pour une somme de 1 million de livres sterling. Ce recrutement lui permet de rejoindre, momentanément, son ancien manager aux MK Dons, Paul Ince. Tout au moins avant que celui-ci soit licencié du club. Il fait ses grands débuts dans l’élite anglaise en tant que remplaçant le 30 août 2008 contre West Ham United.

### Ipswich Town
Le 12 août 2011, il est prêté six mois à Ipswich Town.
À l'issue de la saison 2014-2015, il est libéré par Bolton.

## Sa carrière internationale
Keith Andrews fait ses débuts internationaux en équipe de la république d'Irlande de football le 19 novembre 2008 contre la Pologne. Il entre en cours de match.

## Palmarès

### En club
- Milton Keynes Dons
  - Vainqueur du Championnat de League Two : 2008
  - Vainqueur du Football League Trophy : 2008

### Distinctions personnelles
- Élu meilleur joueur du Championnat de League Two : 2008